# Neochthebius granulosus
Neochthebius granulosus är en skalbaggsart som först beskrevs av Satô 1963.  Neochthebius granulosus ingår i släktet Neochthebius och familjen vattenbrynsbaggar. Inga underarter finns listade i Catalogue of Life.